# Turizem 4.0
Turizem 4.0 je pobuda in partnerstvo katerega namen je izboljšati dodano vrednost turizma z inovacijami, znanjem, tehnologijo in ustvarjalnostjo na podlagi Industrije 4.0. Zato je cilj Turizma 4.0 razviti model sodelovanja, ki zmanjša negativne vplive turizma, hkrati pa izboljša splošno izkušnjo. 

## Ozadje
Turizem 4.0 se je začel kot razvojno raziskovalni projekt pod okriljem Novogoriškega podjetja Arctur. Iz tega je leta 2017 nastala pobuda Turizem 4.0 katero je inciralo podjetje Arctur, po spoznanju, da je zrelost za uporabo ključnih tehnologij iz industrije 4.0 (internet stvari, umetna inteligenca, veliki podatki, navidezna resničnost, virtualna resničnost itd.) zlasti pri malih in srednjih podjetij v turističnem sektorju zelo nizka. Posledično je bilo ustanovljeno partnerstvo Turizem 4.0, ki omogoča na mednarodni ravni sodelovanje vseh zainteresiranih strani pri raziskavah ali razvoju turizma prihodnosti. Cilj partnerstva je okrepiti duh raziskav in razvoja v turističnem sektorju. Združuje konzorcije pomembnih in uveljavljenih predstavnikov iz industrije ter priznanih raziskovalnih organizacij iz turizma, informatike in drugih sektorjev.  

Trenutno je vključenih že več kot 190 partnerjev: Ministrstvo za javno upravo, Ministrstvo za gospodarski razvoj in tehnologijo, Univerza na Primorskem, Fakulteta za turistične študije - Turistica, Univerza v Mariboru, Fakulteta za turizem, Univerza v Ljubljani, Fakulteta za računalništvo in informatiko, Skupnost občin Slovenije, Turistično gostinska zbornica Slovenije, Washington State University...
Turizem 4.0 temelji na dveh temeljnih idejah, pri katerih tehnologija služi le kot sredstvo. Prva ideja je, da je ohranjanje kakovosti življenja lokalnih prebivalcev v središču pozornosti. Vse rešitve razvite v tem okviru morajo to spoštovati. Drugič, razvoj turizma se lahko pravilno odvija samo s strateškim načrtovanjem, ki sloni na realnih podatkih zbranimi na lokalni ravni in je usklajen s Cilji trajnostnega razvoja ZN. 

## Ekosistem Turizma 4.0
Platforma za sodelovanje povezuje glavne produkte razvite v smernicah Turizma 4.0 s tehnološkimi stebri (TIM, FLOWS, CIT in DOTI) v celovit ekosistem poslovnih inovacij Turizma 4.0. Ključne tehnologije iz industrije 4.0 podpirajo transparentno in varno izmenjavo podatkov med tehnološkimi stebri in aplikacijami za soustvarjanje novega trajnostnega modela sodelovalnega turizma.

### Model učinka turizma (TIM - Tourism Impact Model)
Prvi steber, Model učinka turizma (po angleško TIM - Tourism Impact Model), je večkrat nagrajeno orodje, ki uporablja resnične podatke za ustvarjanje objektivne slike vpliva turizma na določeni mikrolokaciji. Analizira različne družbene vidike: od okolja, ekonomije in kulture do sodelovanja. Modeliranje učinka z uporabo različnih scenarijev deluje tudi kot digitalni dvojček turistične destinacije in omogoča strateško načrtovanje na podlagi pravih podatkov, usklajeno s Cilji trajnostnega razvoja ZN. Model (TIM) je bil nagrajen kot Najboljša inovacija na področju umetne inteligence in podatkovne analitike na Tourism Innovation Summit 2020 v Španiji in tudi z zlatim priznanjem za najboljšo inovacijo Severne Primorske 2020 katerega je podelila Gospodarska zbornica Severne Primorske. 

### Turistični tokovi
Drugi steber podpira upravitelje turističnih destinacij, ponudnike storitev ali raziskovalce, ki želijo bolje razumeti turistične tokove: kakšen vpliv imajo prometni tokovi, kdaj pride do prometnih vrhov, kakšni so sezonski učinki, katera območja so bolj ali manj obremenjena s turisti, kako vplivajo vreme, počitnice in drugi dogodki.
Rešitev FLOWS omogoča napredne analize in napovedi turističnih gibanj, v skladu z GDPR, na podlagi anonimiziranih podatkov iz različnih virov (števci prometa, podatki mobilnih operaterjev, prosto dostopna omrežja Wi-Fi, turistična taksa, prodane vinjete, poraba vode in energije, odpadki, objave v družabnih medijih itd.).

### Žeton sodelovalnega učinka (CIT - Collaboration Impact Token)
Žeton sodelovalnega učinka (po angleško CIT - Collaboration Impact Token) je digitalni kupon, ki spreminja svojo vrednost glede na lokacijo in čas. Je inovativno orodje, ki vzpostavlja celovit sistem nagrajevanja in spodbujanja pozitivnega vedenja vseh deležnikov turističnega ekosistema ter izboljšuje pozitivne učinke turizma. CIT temelji na zasebnem omrežju podatkovne verige in z njim ni mogoče trgovati. Pridobljene žetone CIT uporabnik shrani v digitalno osebno denarnico DOTI, del anonimiziranih podatkov v zvezi s transakcijami in uporabo CIT pa se shrani in obdeluje v jedru T4.0.

### Digitalna osebna turistična izkaznica (DOTI - Digital Online Tourist Identity)
Digitalna spletna turistična identiteta (po angleško DOTI - Digital Online Tourist Identity) je osebni digitalni potni list, ki posamezniku (turistu) omogoča, da ohrani lastništvo in popoln nadzor nad lastnimi podatki. Poleg tega je mobilna aplikacija DOTI varen prostor za shranjevanje osebnih podatkov in preferenc ter orodje za popolnoma anonimno komunikacijo s turističnimi ponudniki.

## Dediščina+
Dediščina+ (po angleško Heritage+) je podprogram programa Turizem 4.0, specializiran za rešitve digitalne interpretacije na področju kulturne dediščine in na področju GLAM (galerije, knjižnice, arhivi in muzeji), ki se pogosto imenuje "digitalna inovacija kulturne dediščine". Glavne dejavnosti v okviru podprograma so ustvarjanje novih bogatejših turističnih izkušenj, ki temeljijo na kulturni dediščini. Uporablja se napredne tehnologije za digitalni zajem (fotogrametrija, lasersko skeniranje, 360° foto in video), simulirano rekonstrukcijo (3D modeliranje) in predstavitev (obogatena resničnost, navidezna resničnost, mešana resničnost, holografske projekcije, zaslon na dotik) kulturne dediščine, skupaj s hibridnimi veščinami digitalne interpretacije, digitalnega pripovedovanja zgodb, razvoja digitalnih poslovnih modelov in strateškega načrtovanja digitalne preobrazbe. Poleg namenov interpretacije in predstavitve se rezultati pogosto uporabljajo pri raziskavah, dokumentiranju in ohranjanju kulturne dediščine.
Dediščina+ deluje tako s premično kot nepremično kulturno dediščino in jih združuje z audio in video materiali ter produkcijo o nesnovni kulturni dediščini. Eno glavnih utemeljitev podprograma Dediščina+ je, da digitalno obogatena kulturna dediščina lahko deluje kot katalizator kakovosti življenja in sosesk, edinstvenosti krajev, neposrednih in posrednih delovnih mest v turizmu, obrtništvu, ustvarjalni industriji in trgovini, vir turističnih pripovedi in zgodb, ustvarjalnosti in inovativnosti, povečuje vrednost lastnine, spodbuja izobraževanje in učenje ter ustvarja občutek pripadnosti in identitete. Leta 2019 je Dediščina+ začela razvoj „Tehničnih smernic T4.0: Digitalizacija kulturne dediščine“, ki predstavljajo osnovne tehnične standarde v procesu digitizacije kulturne dediščine in so bili v Sloveniji široko sprejeti. V letu 2019 je Dediščini+ Gospodarska zbornica Severne Primorske podelila srebrno nagrado za inovativnost.

## Raziskovalni in razvojni projekti
Od začetka pobude Turizem 4.0 poteka več nacionalnih in mednarodnih raziskovalnih in razvojnih projektov, povezanih s to temo.
- Turizem 4.0 TRL 3-6
- Demo Piloti Turizem 4.0
- T4.0 for Black Sea
- Heritage in Action
- Amazing AoE
- Insites - Digitising Cultural Heritage Custodians
- WEAVE - Widen European Access to cultural communities Via Europeana
- idr.

Ena od prvih svetovnih pobud kot odziv na situacijo COVID-19 je bila soustvarjena v okviru partnerstva Turizem 4.0, imenuje se #TourismFromZero.